# Lise Sarfati
Pour les articles homonymes, voir Sarfati.
Lise Sarfati, née 12 avril 1958 à Oran (Algérie française), est une photographe et artiste française. Elle est connue pour ses photographies de personnages insaisissables et souvent jeunes, rétifs à toute tentative de fixation. Son travail explore notamment l'instabilité de l'identité féminine. Plus récemment, les photographies de Sarfati se sont concentrées sur la relation entre les individus et le paysage urbain. Elle a travaillé pendant des longues périodes en Russie et aux États-Unis. 

## Biographie
Sarfati est né à Oran, Algérie en 1958. Elle est diplômée d'une maîtrise en études russes de l'université Paris-Nanterre en 1979. En 1986, elle devient photographe officielle de l'Académie des beaux-arts. De 1989 à 1998, elle vit en Russie et photographie le pays en pleine période de transition. Ses images de ruines urbaines et de jeunes dans des espaces clos sont l’objet de sa première œuvre majeure, Acta Est (2000) publiée par Phaidon. L’approche poétique de la série s’éloigne du photojournalisme, évoquant un monde riche à l’intersection entre la réalité et la fiction.
En 2003, elle voyage à travers les États-Unis et photographie des adolescents dans les villes d’Austin (TX) Asheville (NC), Portland (OR), La Nouvelle-Orléans (LO), Berkeley, Oakland et Los Angeles (CA). Le titre de cette série La Vie Nouvelle (2005) est inspiré par La vita nova de Dante Alighieri. Le livre est publié par Twin Palms Publishers. Cette série affirme son intérêt pour des personnages jeunes. Ses projets suivants Austin, Texas (2008), On Hollywood (2010) et She (2012) ont exploré ses intérêts pour la psychogéographie, l'identité féminine et le quotidien.  
Avec Oh Man (2017), une série de photo-tableaux richement détaillés représentant des hommes seuls marchant dans le centre-ville de Los Angeles, Sarfati quitte son format habituel de 35 mm, optant pour une chambre 4x5. Les tirages de grand-format de cette série élargissent l’espace de contemplation du spectateur. L'une des photographies de cette série a été sélectionnée comme visuel officiel de Paris Photo 2017.
Le journaliste Sean O'Hagan, dans un article The Guardian, a écrit: "Les photographies de Sarfati, bien que d'une simplicité trompeuse au premier regard, ont une qualité mystérieuse qui tient en partie à sa combinaison de portraits, d'instantanés et de photo-tableaux arrangés".
Sarfati a reçu le Prix Niépce (1996) et le ICP Infinity Award (1996). Entre 1996 et 2011, Sarfati a été membre de Magnum Photos.
Sarfati est actuellement représentée par Rose Gallery à Los Angeles.

## Influence
Le cinématographe Sam Levy a cité le travail de Sarfati comme source d'inspiration pour l’esthétique du film de Greta Gerwig nommé aux Oscars Lady Bird (2017).

## Expositions
- Galerie Particulière (Paris Photo), Paris, France, 2017[10].
- Centro Italiano per la Fotografia, Torino, Italie, 2016[11].
- Los Angeles County Museum of Art LACMA, Los Angeles, États-Unis, 2014.
- Yossi Milo Gallery, New York, États-Unis, 2012[12].
- Brancolini Grimaldi Gallery Londres, Royaume-Uni, 2012.
- Rose Gallery, Santa Monica, CA, États-Unis, 2012.
- Fotografins Hus, Stockholm, Suède, 2009.
- La Maison Rouge, Paris, France, 2008.
- Centre d'art contemporain Vinzavod, Moscou, Russie, 2008.
- FOAM Fotografiemuseum, Amsterdam, Pays-Bas, 2007[13].
- Aberdeen Art Gallery, Aberdeen, Écosse, 2007.
- Rencontres Internationales de la Photographie, Arles, France, 2006[14].
- Centre Nicolaj d'art contemporain, Copenhague, Danemark, 2006.
- Museo de San Telmo, Saint-Sébastien, Espagne, 2005.
- The Photographer’s Gallery, Londres, Royaume-Uni, 2005.
- Domus Artium Centro del Arte, Salamanque, Espagne, 2004[15].
- Maison Européenne de la Photographie, Paris, France, 2002[16].
- Centre National de la Photographie, Paris, France, 1996[6].

## Monographies
- Oh Man. Germany, Steidl, 2017.  (ISBN 978-3-95829-112-6). Essai de David Campany.
- She. Santa Fe, Twin Palms Publishers, 2012.  (ISBN 978-1-936611-00-3).
- Fashion Magazine: Lise Sarfati: Austin, Texas. New York, Magnum, 2008.  (ISBN 978-2-952410-22-9). Essai de Quentin Bajac.
- The New Life. Santa Fe, Twin Palms Publishers, 2005.  (ISBN 978-1-931885-45-4).
- Acta Est. Phaidon, 2007.  (ISBN 978-0-7148-4842-6). Essai d'Olga Medvedkova.

## Collections
- Centre Pompidou, Paris, France.
- LACMA, Los Angeles County Museum of Art, CA, États-Unis.
- SFMOMA, San Francisco Museum of Modern Art, CA, États-Unis.
- Brooklyn Museum, NY, États-Unis.
- De Young Museum, San Francisco, CA, États-Unis.
- Pier 24, San Francisco, CA, États-Unis.
- Bard Hessel Museum of Art, Bard College, Annandale-on-Hudson, NY, États-Unis.
- Santa Barbara Museum of Art, CA, États-Unis.
- Bruce and Nancy Berman Collection, Los Angeles, CA, États-Unis.
- Harry Ransom Center, University of Texas at Austin, TX, États-Unis.
- Philadelphia Museum of Art, États-Unis.
- Nelson-Atkins Museum of Art, MO, États-Unis.
- Maison Européenne de la Photographie, Paris, France.
- Bibliothèque Nationale de France, Paris, France.
- Fonds National d’Art Contemporain, Paris, France.
- Musée Nicéphore Niépce, Chalon-sur-Saône, France.
- Fondation Neuflize Vie, Paris, France.
- Domus Artium, Salamanca, Espagne.
- Fondation Enrique Ordóñez, Espagne.
- Wilson Centre for Photography, London, Royaume-Uni.
- Sir Elton John’s Collection, Royaume-Uni.